# Ericsson R380s
A Ericsson R380s egy érintőgombos mobiltelefon, melyet az Ericsson adott ki 2000-ben.
A képernyője érintőgombos, kihajthatós, de fekete-fehér (monokróm). Van benne infra, de azt csak pc-vel és egy másik R380s-sel lehet összekötni. Magyar nyelvű menüvel is rendelkezik. A telefonkönyvében 510 db számot lehet eltárolni.
Van benne dallamszerkesztő, hangjegyzet, hanghívás, WAP, is.
Frekvenciasávja:900/1800
Generáció:1G
Operációs rendszer:Symbian EPOC
Készenléti ideje 150 óra.
Beszélhetési ideje 4 óra.
Súlya:164 gramm
Méret:130*50*26 mm
Akkumulátor:Li-IOn
SAR:0,45

## Hivatkozás
a Sony Ericsson weboldalán